# 王維中

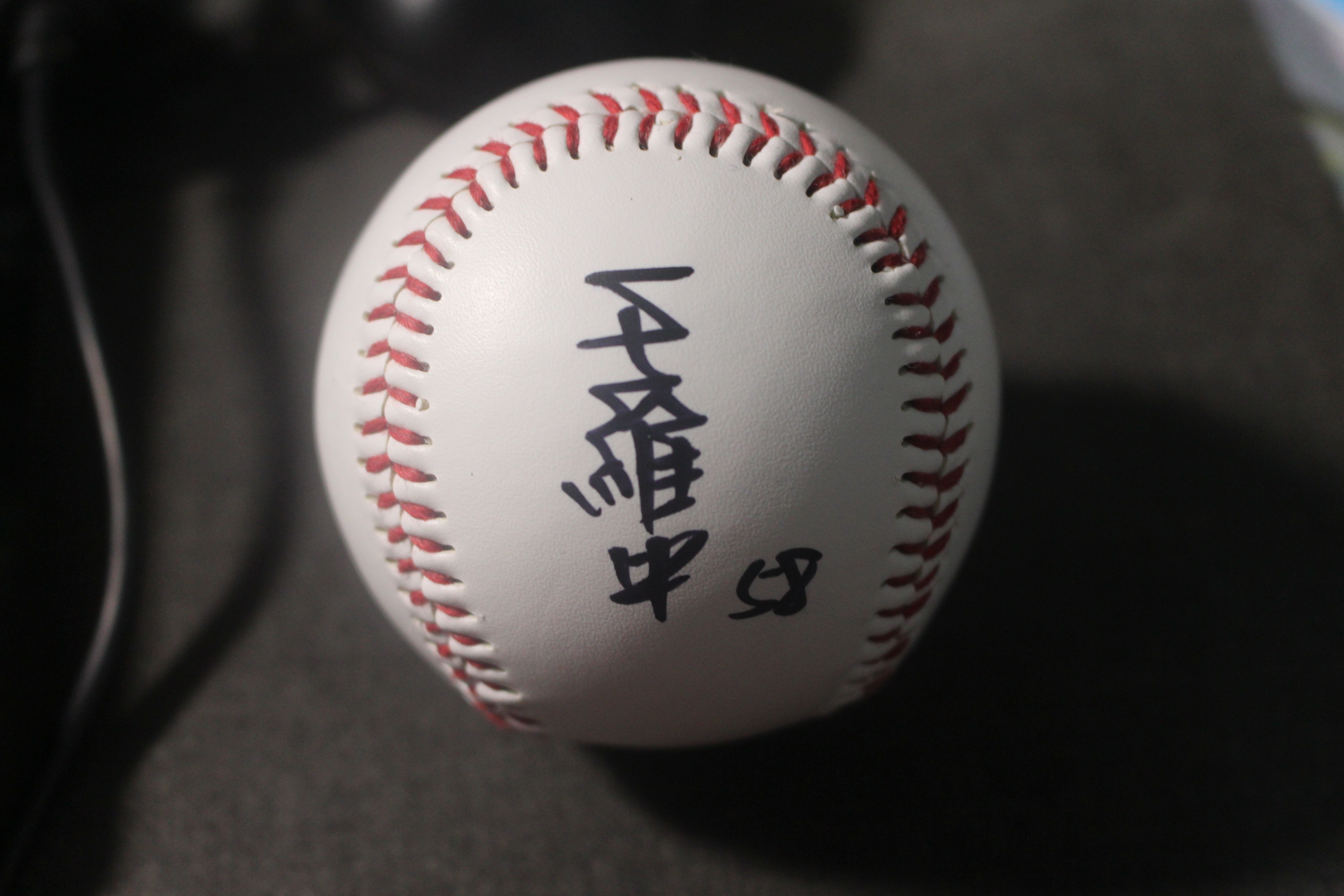
王維中簽名球

王維中（1992年4月25日—）是臺灣臺東縣出身的職業棒球選手，擔任投手，阿美族人。目前效力於中華職棒味全龍。2013年在匹茲堡海盜隊旗下的新人聯盟出賽，季後經規則五選秀進入密爾瓦基釀酒人，隔年成為臺灣第11位登上美國職棒大聯盟的選手，也是大聯盟史上首位透過規則五選秀，從新人聯盟級別直升大聯盟的球員。2018年加盟韓國職棒NC恐龍，成為史上首位台灣出身的韓職選手。之後又返回大聯盟，先後在奧克蘭運動家和匹茲堡海盜效力，之後因在大聯盟暫時無約的情況下投入中職選秀，由味全龍隊取得狀元籤後加盟。

## 早年及背景
王維中出生於臺灣臺東縣，在高雄市岡山區長大。其兄王躍霖同樣為職棒投手。

## 職業生涯

### 匹茲堡海盜
2011年6月，匹茲堡海盜探詢以35萬美元簽約金簽下王維中。7月在荷蘭港口盃結束後，因體檢時發現韌帶撕裂，原先提出的合約即告失效。海盜隊同意支付手術與復健費用，另提供一份簽約金縮減為5萬美元的合約簽下王。王維中簽約後即在美國動韌帶置換手術與復健，術後恢復情況良好，球速相比業餘時期的最快148km/h，突破至150km/h以上。
2012年球季，在春訓中登場二局。2013年球季，在海盜隊新人聯盟首次正式出賽，共出賽12場。

### 密爾瓦基釀酒人
王維中曾因傷重新簽約，符合規則五選秀（Rule 5 Draft）資格。2013年12月12日，密爾瓦基釀酒人挑選王維中，登錄在25人名單中，但依規定，若在2014年球季，密爾瓦基釀酒人將他移出25人名單，或出賽時間不足，則必須歸還給匹茲堡海盜。

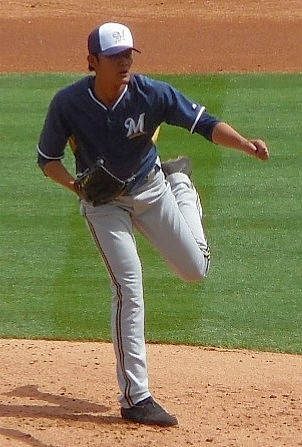
王維中以密爾瓦基釀酒人投手身份於大聯盟2014年球季春訓投球

2014年，大聯盟春訓熱身賽中，以中繼投手出場。3月25日，密爾瓦基新聞衛報報導，最後4名競爭牛棚3席位置，其中右投伍坦（Rob Wooten）被下放，王維中和扎克·杜克和史密斯（Will Smith）等3名左投確定留在大聯盟開季25人名單。在2014年球季，被定位為長中繼投手。
2014年球季，王維中在大聯盟共出賽14場，投17.1局，防禦率10.90，7月初在25人名單待滿90天後，因肩傷移至15天傷兵名單，9月擴編再重返大聯盟，符合規則五規定，確定下一球季可繼續留在釀酒人隊。

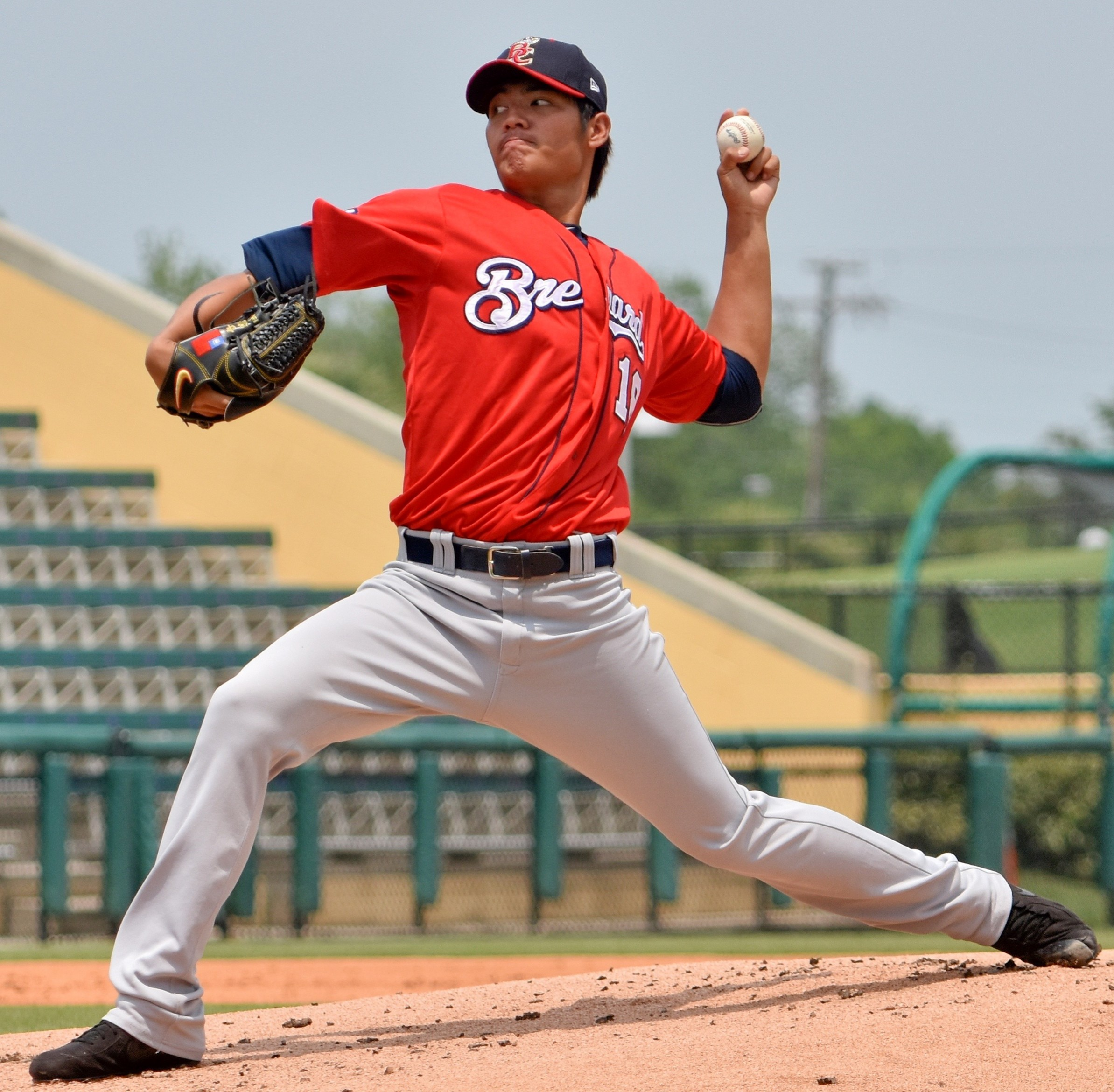
2015年在密爾瓦基釀酒人1A時期

2015年球季開始，王維中在2015年3月11日被下放小聯盟，在高階1A布羅瓦郡海牛以先發投手身份出賽。
2017年7月30日，王維中被密爾瓦基釀酒人重新叫上大聯盟。
2018年1月27日，密爾瓦基釀酒人宣布將王維中從40人名單中釋出，以清出空間給簽下的外野手洛倫佐·肯恩，並將王維中的合約賣給韓國職棒NC恐龍。NC恐龍與王維中簽下一年70萬美元的合約，另附帶20萬美元激勵獎金。

### NC恐龍
2018年3月24日，在韓國職棒NC恐龍的開幕戰中，於主場馬山綜合運動場棒球場先發對上LG雙子，成為第一位在韓國職棒出賽的台灣選手。此役主投7局奪勝，被敲6支安打、失1分，有6次三振，最快球速達153km/h，並獲得單場最有價值球員。5月5日因左臂不適下放二軍，經MRI檢查後公佈手肘有骨刺問題，但評估後不需停機治療，將在二軍持續調整，跳過2次先發後，於同月18日返回一軍出賽。7月初又因手肘緊繃跳過一次先發，同月底因左肩出現傷勢，再度遭下放二軍，後於9月初返回一軍出賽。11月未獲NC球團續約而離隊。

### 奧克蘭運動家
2019年2月2日，王維中與奧克蘭運動家簽下小聯盟約，正式重返美國職棒，並且受邀參加大聯盟春訓。
在大聯盟春訓雖然出賽3場無失分，但是開季仍從3A出發，出賽16場皆為後援，防禦率3.75，拿下1勝1敗、2中繼、1救援，24局被敲24支安打，送出22次三振。
2019年5月25日運動家將王維中升上大聯盟，王成為運動家隊史第一位台灣籍球員。
2019年7月4日運動家主場迎戰雙城隊的比賽中，王維中中繼2.1局沒被敲出安打無失分，恰好運動家打線在5局下超前比分，並且在終場以7比2獲勝，王維中奪下大聯盟生涯首勝。
2019年8月19日運動家將王維中下放至3A，並於8月29日將他DFA。

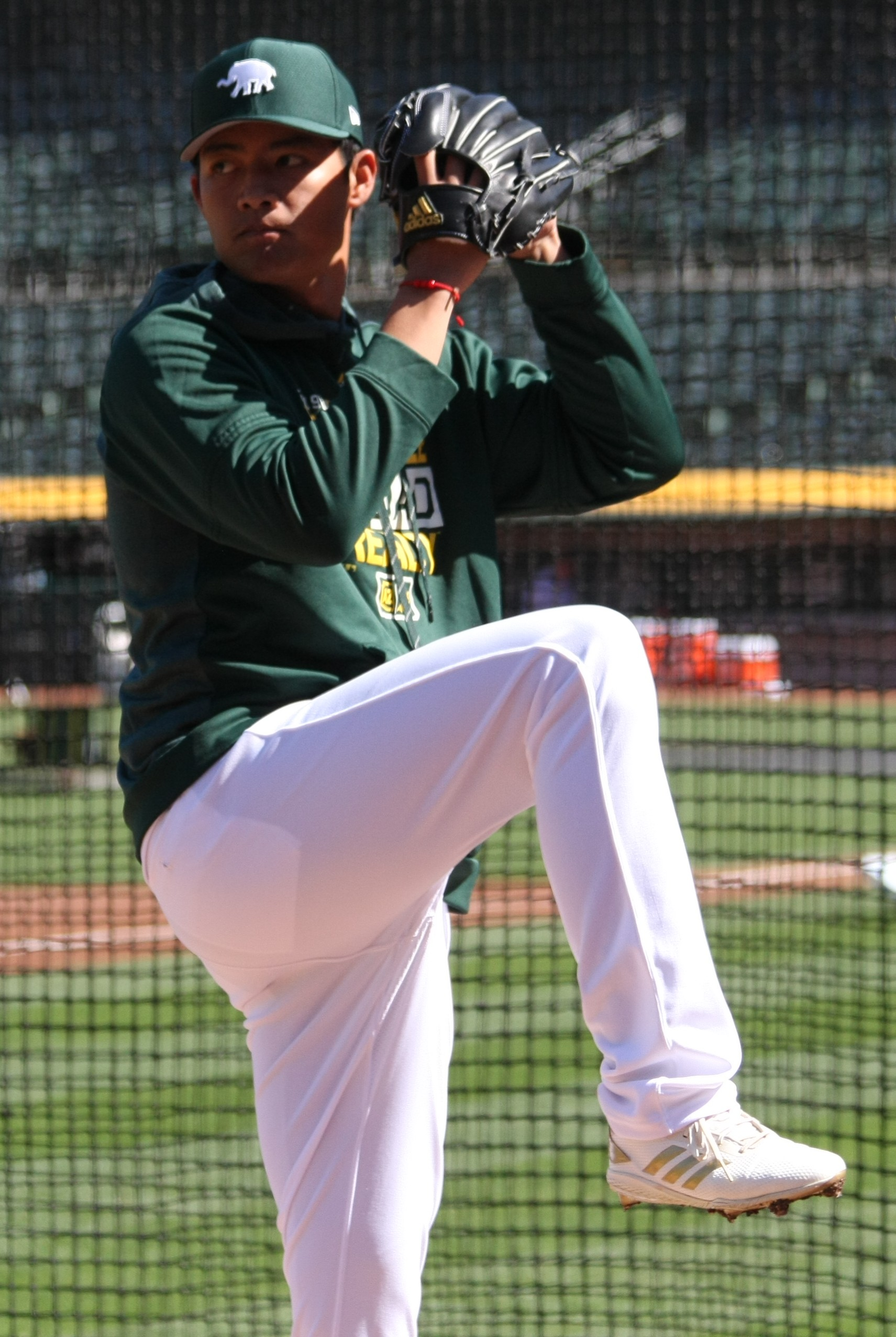
2019年，於奧克蘭運動家時期。

### 匹茲堡海盜
2019年8月31日，匹茲堡海盜從運動家的讓渡名單撿取王維中。在效力海盜隊期間，王維中以後援身分贏得2場勝投。他在11月2日成為自由球員。
總計2019年球季王維中在大聯盟總共出賽25場比賽皆後援出賽，總計投了31.0局，戰績是3勝0敗，防禦率3.77。

### 味全龍
2020年受到2019冠状病毒病疫情影響，導致美國小聯盟賽季完全取消，王維中決定參加2020年中華職棒季中新人選拔會，7月20日在選秀會上以第一指名被味全龍選上，成為該年度的選秀狀元，並和味全龍簽下一份5年3個月、總值近208萬美元合約。

## 投球特點
左投的王維中採四分之三（斜肩投法）的機制，中繼時四縫線速球均速約91-92mph（146-148km/h），主力變化球為滑球、切球、變速球等，也投少量曲球作為配球。2017年轉任後援投手時曾於小聯盟投出個人極速97mph（156km/h）。大聯盟生涯保送率（BB/9）為劣於聯盟平均的4.0。

## 職棒生涯成績

### 美國職棒大聯盟
| 年度 | 球隊           | 出賽 | 先發 | 勝投 | 敗投 | 中繼 | 救援 | 完投 | 完封 | 三振 | 四壞 | 責失 | 投球局數 | 自責分率 | 被上壘率 |
| ---- | -------------- | ---- | ---- | ---- | ---- | ---- | ---- | ---- | ---- | ---- | ---- | ---- | -------- | -------- | -------- |
| 2014 | 密爾瓦基釀酒人 | 14   | 0    | 0    | 0    | 0    | 0    | 0    | 0    | 13   | 8    | 21   | 17.1     | 10.09    | 2.19     |
| 2017 | 密爾瓦基釀酒人 | 8    | 0    | 0    | 0    | 0    | 0    | 0    | 0    | 2    | 0    | 2    | 1.1      | 13.50    | 3.75     |
| 2019 | 奧克蘭運動家   | 20   | 0    | 1    | 0    | 0    | 0    | 0    | 0    | 16   | 11   | 10   | 27.0     | 3.33     | 1.22     |
| 2019 | 匹茲堡海盜     | 5    | 0    | 2    | 0    | 0    | 0    | 0    | 0    | 2    | 3    | 3    | 4.0      | 6.75     | 2.00     |
| 2019 | 合計           | 25   | 0    | 3    | 0    | 0    | 0    | 0    | 0    | 18   | 14   | 13   | 31.0     | 3.77     | 1.32     |
| 合計 | 3年            | 47   | 0    | 3    | 0    | 0    | 0    | 0    | 0    | 33   | 22   | 36   | 49.2     | 6.52     | 1.69     |

### 韓國職棒
| 年度 | 球隊   | 出賽 | 先發 | 勝投 | 敗投 | 中繼 | 救援 | 完投 | 完封 | 投球局數 | 被安打 | 四壞 | 三振 | 被全壘打 | 責失 | 自責分率 | 被上壘率 |
| ---- | ------ | ---- | ---- | ---- | ---- | ---- | ---- | ---- | ---- | -------- | ------ | ---- | ---- | -------- | ---- | -------- | -------- |
| 2018 | NC恐龍 | 25   | 25   | 7    | 10   | 0    | 0    | 0    | 0    | 141.2    | 169    | 40   | 108  | 16       | 67   | 4.26     | 1.48     |
| 合計 | 1年    | 25   | 25   | 7    | 10   | 0    | 0    | 0    | 0    | 141.2    | 169    | 40   | 108  | 16       | 67   | 4.26     | 1.48     |

### 中華職棒
| 年度 | 球隊   | 出賽 | 先發 | 勝投 | 敗投 | 中繼 | 救援 | 投球局數 | 被安打 | 被全壘打 | 三振 | 四壞 | 失分 | 自責分 | 被上壘率 | 自責分率 |
| ---- | ------ | ---- | ---- | ---- | ---- | ---- | ---- | -------- | ------ | -------- | ---- | ---- | ---- | ------ | -------- | -------- |
| 2021 | 味全龍 | 22   | 17   | 3    | 8    | 1    | 0    | 100.1    | 87     | 3        | 93   | 36   | 38   | 31     | 1.19     | 2.78     |
| 2022 | 味全龍 | 19   | 15   | 4    | 6    | 4    | 0    | 81.2     | 73     | 4        | 68   | 29   | 38   | 29     | 1.24     | 3.20     |
| 2023 | 味全龍 | 45   | 0    | 3    | 2    | 18   | 1    | 49.2     | 52     | 4        | 41   | 21   | 23   | 20     | 1.41     | 3.62     |
| 2024 | 味全龍 | 24   | 19   | 4    | 7    | 2    | 0    | 104.0    | 105    | 5        | 63   | 39   | 48   | 46     | 1.38     | 3.98     |
| 合計 | 4年    | 110  | 51   | 14   | 23   | 25   | 1    | 335.2    | 317    | 16       | 265  | 117  | 147  | 126    | 1.29     | 3.38     |

## 外部連結
- 王維中在美國職棒官網（英语）
- 王維中在韓國職棒官網（投手）（英语）
- 王維中在中華職棒官網
- 王維中在Baseball-Reference.com（大聯盟）（英语）
- 王維中在Baseball-Reference.com（小聯盟以及海外聯盟）（英语）
- 王維中在ESPN（MLB）（英语）
- 王維中在FanGraphs.com（英语）
- 王維中在Retrosheet（英语）
- 王維中在The Baseball Cube（英语）
- 王維中在台灣棒球維基館上的頁面（繁體中文）
- 王維中的Facebook專頁
- 王維中的Instagram帳戶
- 王維中的X（前Twitter）

| 前任： 劉基鴻                                    | 中華職棒新人選秀狀元 2020年 | 繼任： 江少慶 |
| 前任： 強龍1999年 2000年至2020年球隊尚未回歸一軍 | 味全龍開幕戰先發投手 2021年 | 繼任： 布里悍 |